# West Point (Georgia)
West Point is een plaats (city) in de Amerikaanse staat Georgia, en valt bestuurlijk gezien onder Harris County en Troup County.

## Demografie
Bij de volkstelling in 2000 werd het aantal inwoners vastgesteld op 3382.
In 2006 is het aantal inwoners door het United States Census Bureau geschat op 3352, een daling van 30 (-0.9%).

## Geografie
Volgens het United States Census Bureau beslaat de plaats een oppervlakte van
11,8 km², waarvan 11,5 km² land en 0,3 km² water.

## Plaatsen in de nabije omgeving
De onderstaande figuur toont nabijgelegen plaatsen in een straal van 24 km rond West Point.